# Zak Surety
Zak Surety (ur. 4 października 1991 w Basildon) – angielski snookerzysta. Sparingparner Stuarta Binghama i Allana Taylora.

## Kariera
Jako amator Surety mieszkający w Basildon brał udział w zawodach Players Tour Championship od momentu ich ustanowienia w 2010 r., a jego najlepszym wynikiem jako amatora było dotarcie do grupy najlpeszych 32 zawodników  UKPTC 3 w 2012 r ., gdzie pokonał Jacka Lisowskiego i Olivera Linesa w turnieju głównym. Surety brał udział w Q School także w latach 2011, 2012 i 2013, licząc na wygranie miejsca w głównym tourze; nie udało mu się to jednak, ale był blisko w drugim turnieju w 2013 r., przegrywając 4–1 z Ryanem Clarkiem w ostatnim etapie. Jego występy w Q School zapewniły mu jednak awans do czterech profesjonalnych wydarzeń rankingowych w sezonie 2013/14, ale nie udało mu się zakwalifikować do żadnego z nich wygrywając tylko jeden mecz, 5–4 z Patrickiem Einsle podczas Australian Goldfields Open w 2013 roku.
W kwietniu 2014 roku wywalczył miejsce w zawodowym World Snooker Tour na sezony 2014/15 i 2015/16 po przejściu przez baraże o Puchar Amatorów EBSA, pokonując Michaela Tomlinsona i Michaela Georgiou, w obu przypadkach 4–1.

### Sezon debiutancki
Surety przegrał pięć pierwszych meczów jako zawodowiec, zanim pokonał Marka Kinga 6–3 i zakwalifikował się do International Championship, gdzie David Gilbert pokonał go 6–4 w pierwszej rundzie. Został wyeliminowany w pierwszej rundzie turnieju UK Championship i Welsh Open przez odpowiednio Michaela Holta i Graeme’a Dotta, ale zakwalifikował się do turnieju China Open, pokonując Li Hanga 5–4. Surety wygrał trzy partie z rzędu, pokonując Joe Swaila 5–4 i po raz pierwszy w historii awansował do najlepszej 32. turnieju rankingowego, szybko uzyskując prowadzenie 4–1 nad Robertem Milkinsem. Milkins zmniejszył stratę do 4–3, zanim Surety miał najlepszą szansę na zwycięstwo w kolejnym frejmie, jednak przegrał go i cały mecz w decydującej partii.  Debiutancki sezon Surety’ego zakończył się porażką 8-10 z Zhou Yuelongiem w pierwszej rundzie kwalifikacji do Mistrzostw Świata, co spowodowało, że zajął dopiero 97. miejsce w światowym rankingu.

### Sezon 2015/2016
Wszyscy gracze biorący udział w World Snooker Tour mają możliwość udziału w pierwszej rundzie turniejów UK Championship i Welsh Open. Były to jedyne wydarzenia, do których Surety zdołał dotrzeć w sezonie 2015/16 . Przegrał 4-6 z Jackiem Lisowskim w pierwszej rundzie turnieju UK i 1-4 z Joe Swailem w pierwszej rundzie turnieju Welsh Open. Surety wycofał się z touru po tym, jak podczas dwuletniego pobytu nie udało mu się przebić powyżej 64. pozycji w światowym rankingu. W próbie odzyskania należnego mu miejsca zgłosił się do Q School. W drugim turnieju przegrał w rundzie finałowej z Davidem Johnem 1-4, ale dzięki wysokiej pozycji w rankingu Q School Order of Merit mógł wziąć udział w niektórych wydarzeniach w przyszłym sezonie jako zawodnik uzupełniający.

### Sezon 2016/2017
Zwycięstwa 4–2 i 4–1 nad Kyrenem Wilsonem i Antonym Parsonsem pozwoliły Surety’emu zakwalifikować się do European Masters, gdzie w pierwszej rundzie uległ Liangowi Wenbo 1-4. Dotarł do drugiej rundy turnieju Northern Ireland Open, pokonując Darryla Hilla 4–3, ale przegrał 2-4 z Hosseinem Vafaei. Surety wycofał się z touru pod koniec roku, gdyż nie udało mu się przejść przez Q School.

### Sezon 2023/2024
W marcu 2024 roku Surety zaliczył maksymalnego breaka w meczu z Ding Junhui na World Open, co było jego pierwszym breakiem 147 w karierze w jakichkolwiek zawodach.

## Występy w turniejach w karierze
| Ranking                          | [ i ]               | [ i ]               | [ i ]               | [ i ]               | [ ii ]              | 97                  | [ i ]         | [ ii ]        | 85            | [ iii ]       | 78            | [ iv ]        | 64            |               |               |               |               |               |               |               |               |               |               |               |               |               |               |               |
| Ranking Tournaments              |                     |                     |                     |                     |                     |                     |               |               |               |               |               |               |               |               |               |               |               |               |               |               |               |               |               |               |               |               |               |               |
| Championship League              | nierankingowy       | nierankingowy       | nierankingowy       | nierankingowy       | nierankingowy       | nierankingowy       | nierankingowy | RR            | RR            | RR            | RR            | RR            | RR            |               |               |               |               |               |               |               |               |               |               |               |               |               |               |               |
| Xi'an Grand Prix                 | nie rozegrano       | nie rozegrano       | nie rozegrano       | nie rozegrano       | nie rozegrano       | nie rozegrano       | nie rozegrano | nie rozegrano | nie rozegrano | nie rozegrano | nie rozegrano | 1R            |               |               |               |               |               |               |               |               |               |               |               |               |               |               |               |               |
| Saudi Arabia Masters             | nie rozegrano       | nie rozegrano       | nie rozegrano       | nie rozegrano       | nie rozegrano       | nie rozegrano       | nie rozegrano | nie rozegrano | nie rozegrano | nie rozegrano | nie rozegrano | 2R            |               |               |               |               |               |               |               |               |               |               |               |               |               |               |               |               |
| English Open                     | nie rozegrano       | nie rozegrano       | nie rozegrano       | nie rozegrano       | nie rozegrano       | nie rozegrano       | 1R            | 1R            | LQ            | LQ            | LQ            | 2R            |               |               |               |               |               |               |               |               |               |               |               |               |               |               |               |               |
| British Open                     | nie rozegrano       | nie rozegrano       | nie rozegrano       | nie rozegrano       | nie rozegrano       | nie rozegrano       | nie rozegrano | nie rozegrano | 1R            | LQ            | 1R            | LQ            |               |               |               |               |               |               |               |               |               |               |               |               |               |               |               |               |
| Wuhan Open                       | nie rozegrano       | nie rozegrano       | nie rozegrano       | nie rozegrano       | nie rozegrano       | nie rozegrano       | nie rozegrano | nie rozegrano | nie rozegrano | nie rozegrano | LQ            | 2R            |               |               |               |               |               |               |               |               |               |               |               |               |               |               |               |               |
| Northern Ireland Open            | nie rozegrano       | nie rozegrano       | nie rozegrano       | nie rozegrano       | nie rozegrano       | nie rozegrano       | 1R            | 2R            | LQ            | 1R            | 1R            | LQ            |               |               |               |               |               |               |               |               |               |               |               |               |               |               |               |               |
| International Championship       | nie rozegrano       | nie rozegrano       | A                   | A                   | 1R                  | LQ                  | A             | nie rozegrano | nie rozegrano | nie rozegrano | LQ            | WD            |               |               |               |               |               |               |               |               |               |               |               |               |               |               |               |               |
| UK Championship                  | A                   | A                   | A                   | A                   | 1R                  | 1R                  | A             | 1R            | 1R            | LQ            | LQ            | LQ            |               |               |               |               |               |               |               |               |               |               |               |               |               |               |               |               |
| Shoot Out                        | nierankingowy       | nierankingowy       | nierankingowy       | nierankingowy       | nierankingowy       | nierankingowy       | 1R            | 1R            | 2R            | 1R            | 3R            | 2R            |               |               |               |               |               |               |               |               |               |               |               |               |               |               |               |               |
| Scottish Open                    | nie rozegrano       | nie rozegrano       | MR                  | nie rozegrano       | nie rozegrano       | nie rozegrano       | A             | 3R            | LQ            | 1R            | 1R            | LQ            |               |               |               |               |               |               |               |               |               |               |               |               |               |               |               |               |
| German Masters                   | A                   | A                   | A                   | LQ                  | LQ                  | LQ                  | LQ            | LQ            | LQ            | LQ            | 3R            | LQ            |               |               |               |               |               |               |               |               |               |               |               |               |               |               |               |               |
| Welsh Open                       | A                   | A                   | A                   | A                   | 1R                  | 1R                  | A             | 1R            | 1R            | LQ            | 1R            | LQ            |               |               |               |               |               |               |               |               |               |               |               |               |               |               |               |               |
| World Open                       | A                   | A                   | A                   | A                   | nie rozegrano       | nie rozegrano       | A             | nie rozegrano | nie rozegrano | nie rozegrano | LQ            | SF            |               |               |               |               |               |               |               |               |               |               |               |               |               |               |               |               |
| World Grand Prix                 | nie rozegrano       | nie rozegrano       | nie rozegrano       | nie rozegrano       | NR                  | DNQ                 | DNQ           | DNQ           | DNQ           | DNQ           | DNQ           | DNQ           |               |               |               |               |               |               |               |               |               |               |               |               |               |               |               |               |
| Players Championship             | DNQ                 | DNQ                 | DNQ                 | DNQ                 | DNQ                 | DNQ                 | DNQ           | DNQ           | DNQ           | DNQ           | DNQ           | DNQ           |               |               |               |               |               |               |               |               |               |               |               |               |               |               |               |               |
| Tour Championship                | nie rozegrano       | nie rozegrano       | nie rozegrano       | nie rozegrano       | nie rozegrano       | nie rozegrano       | nie rozegrano | DNQ           | DNQ           | DNQ           | DNQ           | DNQ           |               |               |               |               |               |               |               |               |               |               |               |               |               |               |               |               |
| World Championship               | A                   | A                   | A                   | A                   | LQ                  | LQ                  | A             | LQ            | LQ            | LQ            | LQ            | 1R            |               |               |               |               |               |               |               |               |               |               |               |               |               |               |               |               |
| Former ranking tournaments       |                     |                     |                     |                     |                     |                     |               |               |               |               |               |               |               |               |               |               |               |               |               |               |               |               |               |               |               |               |               |               |
| Wuxi Classic                     | nierankingowy       | nierankingowy       | A                   | LQ                  | LQ                  | nie rozegrano       | nie rozegrano | nie rozegrano | nie rozegrano | nie rozegrano | nie rozegrano | nie rozegrano | nie rozegrano | nie rozegrano | nie rozegrano | nie rozegrano | nie rozegrano | nie rozegrano | nie rozegrano | nie rozegrano | nie rozegrano | nie rozegrano | nie rozegrano | nie rozegrano | nie rozegrano |               |               |               |
| Australian Goldfields Open       | A                   | A                   | A                   | LQ                  | LQ                  | LQ                  | nie rozegrano | nie rozegrano | nie rozegrano | nie rozegrano | nie rozegrano | nie rozegrano | nie rozegrano | nie rozegrano | nie rozegrano | nie rozegrano | nie rozegrano | nie rozegrano | nie rozegrano | nie rozegrano | nie rozegrano | nie rozegrano | nie rozegrano | nie rozegrano | nie rozegrano | nie rozegrano |               |               |
| Riga Masters                     | nie rozegrano       | nie rozegrano       | nie rozegrano       | nie rozegrano       | Minor-Rank          | Minor-Rank          | LQ            | nie rozegrano | nie rozegrano | nie rozegrano | nie rozegrano | nie rozegrano | nie rozegrano | nie rozegrano | nie rozegrano | nie rozegrano | nie rozegrano | nie rozegrano | nie rozegrano | nie rozegrano | nie rozegrano | nie rozegrano | nie rozegrano | nie rozegrano | nie rozegrano | nie rozegrano | nie rozegrano |               |
| Indian Open                      | nie rozegrano       | nie rozegrano       | nie rozegrano       | LQ                  | LQ                  | NH                  | A             | nie rozegrano | nie rozegrano | nie rozegrano | nie rozegrano | nie rozegrano | nie rozegrano | nie rozegrano | nie rozegrano | nie rozegrano | nie rozegrano | nie rozegrano | nie rozegrano | nie rozegrano | nie rozegrano | nie rozegrano | nie rozegrano | nie rozegrano | nie rozegrano | nie rozegrano | nie rozegrano |               |
| China Open                       | A                   | A                   | A                   | A                   | 2R                  | LQ                  | A             | nie rozegrano | nie rozegrano | nie rozegrano | nie rozegrano | nie rozegrano | nie rozegrano | nie rozegrano | nie rozegrano | nie rozegrano | nie rozegrano | nie rozegrano | nie rozegrano | nie rozegrano | nie rozegrano | nie rozegrano | nie rozegrano | nie rozegrano | nie rozegrano | nie rozegrano | nie rozegrano |               |
| Paul Hunter Classic              | Minor-Ranking Event | Minor-Ranking Event | Minor-Ranking Event | Minor-Ranking Event | Minor-Ranking Event | Minor-Ranking Event | LQ            | nie rozegrano | nie rozegrano | nie rozegrano | nie rozegrano | nie rozegrano | nie rozegrano | nie rozegrano | nie rozegrano | nie rozegrano | nie rozegrano | nie rozegrano | nie rozegrano | nie rozegrano | nie rozegrano | nie rozegrano | nie rozegrano | nie rozegrano | nie rozegrano | nie rozegrano | nie rozegrano |               |
| Shanghai Masters                 | A                   | A                   | A                   | A                   | LQ                  | LQ                  | LQ            | nie rozegrano | nie rozegrano | nie rozegrano | nierankingowy | nierankingowy |               |               |               |               |               |               |               |               |               |               |               |               |               |               |               |               |
| WST Pro Series                   | nie rozegrano       | nie rozegrano       | nie rozegrano       | nie rozegrano       | nie rozegrano       | nie rozegrano       | nie rozegrano | RR            | nie rozegrano | nie rozegrano | nie rozegrano | nie rozegrano | nie rozegrano | nie rozegrano | nie rozegrano | nie rozegrano | nie rozegrano | nie rozegrano | nie rozegrano | nie rozegrano | nie rozegrano | nie rozegrano | nie rozegrano | nie rozegrano | nie rozegrano | nie rozegrano | nie rozegrano | nie rozegrano |
| Turkish Masters                  | nie rozegrano       | nie rozegrano       | nie rozegrano       | nie rozegrano       | nie rozegrano       | nie rozegrano       | nie rozegrano | nie rozegrano | WD            | nie rozegrano | nie rozegrano | nie rozegrano |               |               |               |               |               |               |               |               |               |               |               |               |               |               |               |               |
| Gibraltar Open                   | nie rozegrano       | nie rozegrano       | nie rozegrano       | nie rozegrano       | nie rozegrano       | MR                  | 1R            | 1R            | A             | nie rozegrano | nie rozegrano | nie rozegrano |               |               |               |               |               |               |               |               |               |               |               |               |               |               |               |               |
| WST Classic                      | nie rozegrano       | nie rozegrano       | nie rozegrano       | nie rozegrano       | nie rozegrano       | nie rozegrano       | nie rozegrano | nie rozegrano | nie rozegrano | 1R            | nie rozegrano | nie rozegrano |               |               |               |               |               |               |               |               |               |               |               |               |               |               |               |               |
| European Masters                 | nie rozegrano       | nie rozegrano       | nie rozegrano       | nie rozegrano       | nie rozegrano       | nie rozegrano       | 1R            | 1R            | LQ            | LQ            | 2R            | NH            |               |               |               |               |               |               |               |               |               |               |               |               |               |               |               |               |
| Former nierankingowy tournaments |                     |                     |                     |                     |                     |                     |               |               |               |               |               |               |               |               |               |               |               |               |               |               |               |               |               |               |               |               |               |               |
| Six-red World Championship       | A                   | NH                  | A                   | A                   | A                   | A                   | A             | nie rozegrano | nie rozegrano | LQ            | nie rozegrano | nie rozegrano |               |               |               |               |               |               |               |               |               |               |               |               |               |               |               |               |

1. 1 2 3 4 5  Był amatorem.
2. 1 2  Nowi gracze w Tourze nie mają rankingu.
3. ↑  Gracze, którzy zakwalifikowali się z Q School zaczynają sezon bez punktów rankingowych.
4. ↑  Gracze, którzy zakwalifikowali się z jednorocznego rankingu zaczynają sezon bez punktów rankingowych.

| Legenda tabeli wyników              | Legenda tabeli wyników       | Legenda tabeli wyników                     | Legenda tabeli wyników                                                              | Legenda tabeli wyników                     | Legenda tabeli wyników                     |
| ----------------------------------- | ---------------------------- | ------------------------------------------ | ----------------------------------------------------------------------------------- | ------------------------------------------ | ------------------------------------------ |
| LQ                                  | odpadnięcie w kwalifikacjach | #R                                         | odpadnięcie we wczesnej fazie turnieju (WR = runda dzikich kart, RR = faza grupowa) | QF                                         | przegrana w ćwierćfinale                   |
| SF                                  | przegrana w półfinale        | F                                          | przegrana w finale                                                                  | W                                          | zwycięstwo                                 |
| DNQ                                 | nie zakwalifikował/a się     | A                                          | nie brał/a udziału                                                                  | WD                                         | zrezygnował/a w trakcie turnieju           |
| Legenda oznaczeń w tabelach wyników |                              |                                            |                                                                                     |                                            |                                            |
| NH / Nie roz.                       | NH / Nie roz.                | Turniej nie odbył się.                     | Turniej nie odbył się.                                                              | Turniej nie odbył się.                     | Turniej nie odbył się.                     |
| NR / Nie-rank.                      | NR / Nie-rank.               | Turniej nie był zaliczany jako rankingowy. | Turniej nie był zaliczany jako rankingowy.                                          | Turniej nie był zaliczany jako rankingowy. | Turniej nie był zaliczany jako rankingowy. |
| R / Rank.                           | R / Rank.                    | Turniej był zaliczany jako rankingowy.     | Turniej był zaliczany jako rankingowy.                                              | Turniej był zaliczany jako rankingowy.     | Turniej był zaliczany jako rankingowy.     |
| MR / Minor-Rank.                    | MR / Minor-Rank.             | Turniej był zaliczany jako minor ranking.  | Turniej był zaliczany jako minor ranking.                                           | Turniej był zaliczany jako minor ranking.  | Turniej był zaliczany jako minor ranking.  |